# Вальфлоріана
Вальфлоріана (італ. Valfloriana, вен. Valfloriana) — муніципалітет в Італії, у регіоні Трентіно-Альто-Адідже, провінція Тренто.
Вальфлоріана розташована на відстані близько 500 км на північ від Рима, 28 км на північний схід від Тренто.
Населення — 519 осіб (2014).
Щорічний фестиваль відбувається 4 травня. Покровитель — святий Флоріан.

## Демографія
Населення за роками:

Станом на 1 січня 2023 року в муніципалітеті офіційно проживало 15 іноземців з 6 країн, серед них 5 громадян країн Євросоюзу.

## Сусідні муніципалітети
- Антериво
- Базельга-ді-Піне
- Капріана
- Кастелло-Моліна-ді-Фіємме
- Лона-Лазес
- Совер
- Тельве